# Udimore
Udimore är en ort och civil parish i Storbritannien.   Den ligger i grevskapet East Sussex och riksdelen England, i den sydöstra delen av landet, 80 km sydost om huvudstaden London. Udimore ligger 62 meter över havet och antalet invånare är 365.
Terrängen runt Udimore är platt.  Närmaste större samhälle är Hastings, 11,1 km sydväst om Udimore. 